# دانشگاه نوادا (رینو)

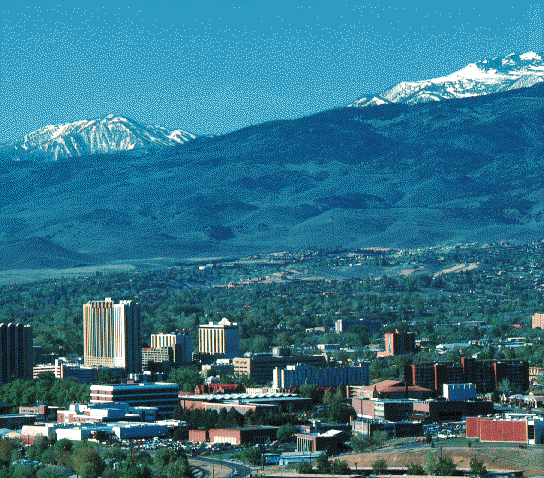
نمای دور از دانشگاه

دانشگاه نوادا، رینو (به انگلیسی: University of Nevada, Reno) یک دانشگاه تحقیقاتی دولتی در شهر رینو واقع در ایالت نوادا آمریکا است که در سال ۱۸۷۴ میلادی تأسیس شده‌است. این دانشگاه با برتری نسبی دربرابر دانشگاه نوادا، لاس وگاس، برترین دانشگاه ایالت نوادا به‌شمار می‌آید.

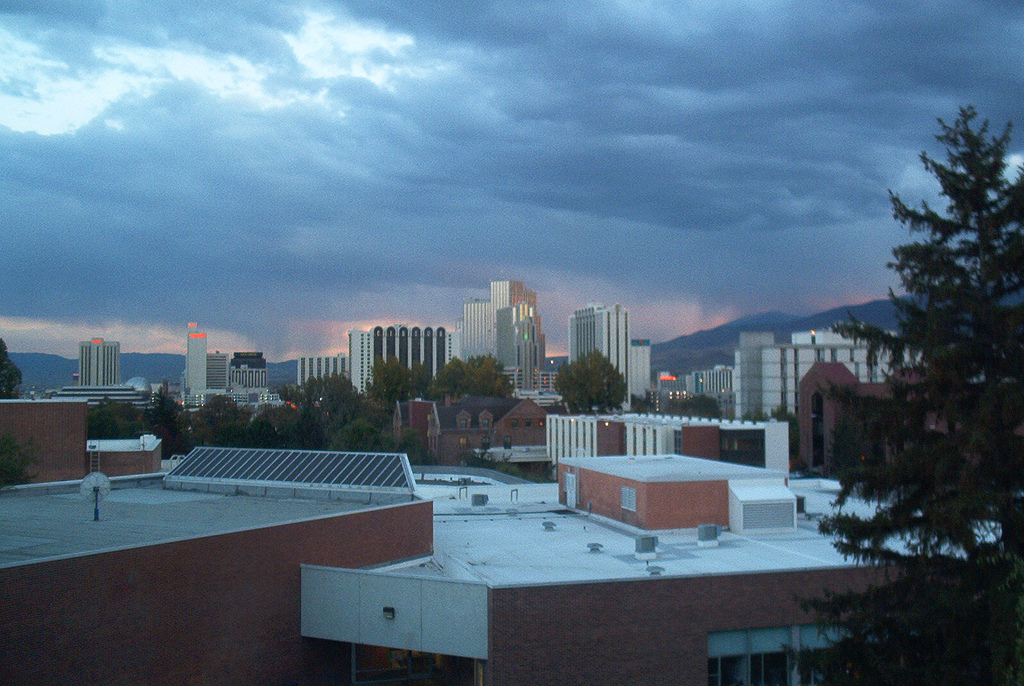
نمایی از شهر رینو از زمین‌های دانشگاه